# Polycarpus Lindqvist
Johan Christian Polycarpus Lindqvist (født 13. marts 1908, død 22. december 1929 i Kashmir) var en dansker, der i 1929 besluttede sig til at køre jorden rundt på cykel.

Polycarpus var søn af Sven Lindqvist, født 24. februar 1868, en svensker der emigrerede til København i 1898 fra Hovmantorp, Kronobergs län i Småland. Sven blev gift med svenske Gerda og fik tre sønner, hvoraf den ene var Johan Christian Polycarpus. Familien havde det svært og efter den første adresse, hvor de boede i Baggensensgade 1 hos en af Svens tanter, flyttede den i de første mange år omkring i København, hvor Sven forsøgte at ernære sig som skomager. Den sidste kendte adresse for Polycarpus var Søndergade 8, som nu kaldes Krusågade. 

## Rejsens baggrund
Polycarpus havde det svært i skolen og havde som en ung mand uden uddannelse svært ved at få et arbejde. I 1922 døde hans mor, og i 1929 blev det særligt svært for ham, og han besluttede sig til, at han måtte gøre noget ekstraordinært for at få et job. Han henvendte sig til de lokale aviser i København og foreslog at rejse jorden rundt for at skrive en artikel om sit eventyr, sikkert inspireret af Kai Thorenfelt, som cyklede jorden rundt 1925-27 og som skrev en bog om sin bedrift Jorden rundt på Cykle (til låns på Aarhus statsbibliotek). Polycarpus drog i juni 1929 som 22-årig af sted fra Rådhuspladsen i sjaskende regnvejr. Han pakkede lidt udstyr på styret, en pistol i lommen, men de meget få penge, han havde, løb han tør for allerede i Wien. Polycarpus tjente til landevejen ved at sælge signerede billeder af sig selv med sin cykel for 25 øre per styk, overnattede hos fremmede, hos cykelklubber og deltog som socialdemokrat i kongresser ned gennem Europa.
Rejsen blev hårdere efter han krydsede Bosporus. I Kurdistan blev han berøvet, der blev kastet sten efter ham, og han viftede lidt med pistolen, når det blev nødvendigt. 

## Rejsen til Indien
Han blev fulgt undervejs af diverse aviser. Der er et billede i Europeana af ham på cykel i Berlin. Da han nåede til Lahore d. 16 august 1929 blev det rapporteret i "The Singapore free press and Mercantile adviser", en Singapore-avis, der beskrev hans rejse gennem alle de lande, han havde passeret: Tyskland, Tjekkoslovakiet, Østrig, Rumænien, Bulgarien, Tyrkiet, Syrien, Mesopotamien og Persien. Hans plan på det tidspunkt var at besøge Kashmir, hvorfra han ville besøge Calcutta og Burma. Det blev også rapporteret, at han var aviskorrespondent for københavnske aviser. I en ubekræftet avisartikel rapporteres, at han i Karachi blev anklaget for spionage, men senere løsladt. Da han kom til Srinagar, var han imidlertid løbet helt tør for penge og måtte sælge sin cykel for 25 kr. Han fortsatte til fods, men ikke mod Calcutta og Burma; han gik mod nord og ankom til Kargil, hvor han døde af dysenteri. Det må have sneet dér på den årstid. Den britiske garnison betalte for hans begravelse og rejste en mindesten for ham. Senere besøgte prins Peter af Grækenland og Danmark stedet og ærede Polycarpus med en mindeindskrift.
Polycarpus døde i Kargil i, hvad der i dag er det indisk kontrollerede Kashmir, den 22. december 1929. I 1929 nåede han til Indien og mødte Henning Haslund-Christensen. De arbejdede sammen. På en tur i bjergene blev Polycarpus syg og sendte besked til Haslund, som straks tog afsted for at hjælpe ham. Det pas, Haslund skulle igennem, var dage forinden blevet fyldt med 30 meter sne, så det var umuligt at komme den vej. Haslund måtte derfor vandre rundt om bjergkæden og forsøge at nå frem til Polycarpus fra den anden side. På den tur ramte lavinen Haslund. Han nåede aldrig frem til Polycarpus, som døde og ligger begravet i Kargil i Ladakh.
Polycarpus Lindqvists rejse blev på baggrund af gamle rejsebreve, som Polycarpus sendte hjem til bl.a. Social-Demokraten, detaljeret beskrevet i bogen VELO - De danske verdenscyklister (Tore Grønne, Bjørn Harvig & Morten Kirckhoff, 2022).